# Кудрявцев, Леонид Викторович
Леонид Викторович Кудрявцев (р. 13 июня 1960) — русский писатель, автор нескольких десятков книг, преимущественно фантастических и детективных, переводчик.

## Биография
Родился 13 июня 1960 года. После окончания школы и службы в армии работал токарем, слесарем-ремонтником, землекопом, оператором станков с ЧПУ, сушильщиком на бумагоделательной фабрике; с 1989 года работал в области издательской деятельности, в том числе заведующим редакцией и главным редактором книжного издательства. С 1989 по 1990 год — стипендиат Литфонда Союза писателей СССР, с 1995 года по 1996 год — стипендиат Союза Российских Писателей. В 1993 году принят в Красноярский союз писателей, в 1997 году — в Союз писателей России. С 1994 года зарабатывает на жизнь только творческой работой.
Первая публикация — рассказ «Лабиринт» (альманах «Енисей», 1984 год). Первая авторская книга, сборник короткой прозы «Дорога миров», вышла в 1990 году. Всего у Леонида Кудрявцева издано более пяти десятков книг, в том числе две в переводе на польский язык, и несколько десятков публикаций в литературной периодике и антологиях.
Работает также как переводчик с польского. Переводы печатались в журналах «Звездная дорога» и «Если».
Живёт в Москве.

## Награды и премии
- 1994 год — премия «Белое пятно» за рассказ «Карусель Пушкина».
- 1995 год — премия «Фанкон-95» за повесть «Мир крыльев».
- 1997 год — премия фонда имени В. П. Астафьева за книгу «Черная стена»
- 1997 год — премия Союза писателей Приднестровской Молдавской республики за повесть «Тень мага».
- 2002 год — приз израильского клуба любителей фантастики «Серебряный город».
- 2006 год — премия «Большой Зилант».
- 2009 год — лауреат международного конкурса фантастического рассказа «Златен кан» (Болгария).
- 2010 год — лауреат премии «Лунная радуга».
- 2010 год — медаль А. П. Чехова с формулировкой «за большой вклад в развитие фантастики».
- 2011 год — медаль Н. В. Гоголя.